# Аябе

Аябе́ (яп. 綾部市, あやべし, МФА: [ajabe ɕi]?) — місто в Японії, в префектурі Кіото.     Отримало статус міста 1950 року. Площа становить 347,11 км². Станом на 1 жовтня 2017 року населення складало 32 964  осіб, густота населення — 95 осіб/км².     

## Історія
Аябе отримало статус міста 1 серпня 1950 року.